# Challenge Desgrange-Colombo
Le Challenge Desgrange-Colombo était une compétition qui a existé entre 1948 et 1958. Son nom était un mélange de Henri Desgrange et Emilio Colombo (respectivement premiers organisateurs du Tour de France et du Tour d'Italie), la compétition était organisée par les journaux L'Équipe, La Gazzetta dello Sport, Het Nieuwsblad-Sportwereld et Les Sports. Il a marqué le début de la coopération entre L'Équipe et La Gazzetta dello Sport qui dure depuis ce jour. Après un différend entre les organisateurs, le Challenge Desgrange-Colombo s'arrête à l'issue de l'édition 1958. Le Super Prestige Pernod prend alors la succession.

## Histoire
Pour de nombreuses classiques, rejoindre le Challenge Desgrange-Colombo a été une avancée majeure dans leurs histoires. Les manches du Challenge bénéficie durant cette période d'un peloton de participants plus international et plus fort, ce qui augmente le prestige des courses. En particulier, les Italiens commencent à courir hors de leurs frontières beaucoup plus qu'auparavant. Ainsi, Fiorenzo Magni, remporte le Tour des Flandres en 1949, 1950 et 1951, alors que Paris-Roubaix est également remporté par un Italien au cours de ces trois années. Dans l'autre sens également, de plus en plus d'étrangers viennent courir en Italie, ce qui aboutit en 1950 à la première victoire finale non italienne dans le Tour d'Italie avec le Suisse Hugo Koblet.

## Courses prises en compte
Les performances des coureurs sur le Tour de France, le Tour d'Italie, Milan-San Remo, Paris-Roubaix, Tour des Flandres, la Flèche wallonne, Paris-Bruxelles, Paris-Tours et le Tour de Lombardie permettaient de marquer des points. Le Tour de Suisse est ajouté en 1949, Liège-Bastogne-Liège en 1951 et le Tour d'Espagne en 1958.
Les coureurs doivent avoir participé à au moins une course dans chacun des trois pays organisateurs (Belgique, France et Italie) pour apparaître au classement final.

## Barèmes

### 1948-1949
Le barème des deux premières années est différent de celui des années suivantes. Il attribue des points pour les 25 premiers de chaque manches en 1948 et 1949, selon le tableau ci-dessous. Les points pour le Tour et le Giro sont doublés.
| Course/Classement               | 1er | 2e | 3e | 4e | 5e | 6e | 7e | 8e | 9e | 10e | 11e | 12e | 13e | 14e | 15e | 16e | 17e | 18e | 19e | 20e | 21e | 22e | 23e | 24e | 25e |
| ------------------------------- | --- | -- | -- | -- | -- | -- | -- | -- | -- | --- | --- | --- | --- | --- | --- | --- | --- | --- | --- | --- | --- | --- | --- | --- | --- |
| Tour d'Italie et Tour de France | 60  | 52 | 46 | 44 | 42 | 40 | 38 | 36 | 34 | 32  | 30  | 28  | 26  | 24  | 22  | 20  | 18  | 16  | 14  | 12  | 10  | 8   | 6   | 4   | 2   |
| Autres épreuves                 | 30  | 26 | 23 | 22 | 21 | 20 | 19 | 18 | 17 | 16  | 15  | 14  | 13  | 12  | 11  | 10  | 9   | 8   | 7   | 6   | 5   | 4   | 3   | 2   | 1   |

### 1950-1958
À partir de 1950, les points sont attribués uniquement aux 15 premiers de chaque course. Ici aussi, les points pour les deux grands tours cyclistes ont été doublés.
| Course/Classement               | 1er | 2e | 3e | 4e | 5e | 6e | 7e | 8e | 9e | 10e | 11e | 12e | 13e | 14e | 15e |
| ------------------------------- | --- | -- | -- | -- | -- | -- | -- | -- | -- | --- | --- | --- | --- | --- | --- |
| Tour d'Italie et Tour de France | 40  | 34 | 30 | 26 | 22 | 20 | 18 | 16 | 14 | 12  | 10  | 8   | 6   | 4   | 2   |
| Autres épreuves                 | 20  | 17 | 15 | 13 | 11 | 10 | 9  | 8  | 7  | 6   | 5   | 4   | 3   | 2   | 1   |

## Palmarès

### Classement individuel
Le premier vainqueur est le Belge Albéric Schotte (vainqueur du Tour des Flandres et du Championnat du monde). Le Suisse Ferdi Kübler a remporté le Challenge a trois reprises (1950, 1952 et 1954), tout comme Alfred De Bruyne, vainqueur des trois dernières éditions.
| Année | Vainqueur        | Deuxième                    | Troisième       |
| ----- | ---------------- | --------------------------- | --------------- |
| 1948  | Briek Schotte    | Fermo Camellini             | Gino Bartali    |
| 1949  | Fausto Coppi     | Gino Bartali Fiorenzo Magni |                 |
| 1950  | Ferdi Kübler     | Fiorenzo Magni              | Hugo Koblet     |
| 1951  | Louison Bobet    | Ferdi Kübler                | Fiorenzo Magni  |
| 1952  | Ferdi Kübler     | Fausto Coppi                | Stan Ockers     |
| 1953  | Loretto Petrucci | Louison Bobet               | Stan Ockers     |
| 1954  | Ferdi Kübler     | Raymond Impanis             | Louison Bobet   |
| 1955  | Stan Ockers      | Louison Bobet               | Jean Brankart   |
| 1956  | Alfred De Bruyne | Stan Ockers                 | Jean Forestier  |
| 1957  | Alfred De Bruyne | Raymond Impanis             | Gastone Nencini |
| 1958  | Alfred De Bruyne | Rik Van Looy                | Charly Gaul     |

### Classement par pays
| Année | Vainqueur | Deuxième | Troisième |
| ----- | --------- | -------- | --------- |
| 1948  | Italie    | Belgique | France    |
| 1949  | Italie    | Belgique | France    |
| 1950  | Italie    | France   | Belgique  |
| 1951  | France    | Italie   | Belgique  |
| 1952  | Italie    | Belgique | France    |
| 1953  | Italie    | Belgique | France    |
| 1954  | Belgique  | Italie   | France    |
| 1955  | Belgique  | France   | Italie    |
| 1956  | Belgique  | France   | Italie    |
| 1957  | Belgique  | France   | Italie    |
| 1958  | Belgique  | Italie   | France    |

## Statistiques

### Nombre de manches remportées par coureurs
| #  | Coureurs            | Pays     | Victoires |
| -- | ------------------- | -------- | --------- |
| 1  | Fausto Coppi        | Italie   | 12        |
| 2  | Louison Bobet       | France   | 6         |
| 2  | Alfred De Bruyne    | Belgique | 6         |
| 2  | Ferdi Kübler        | Suisse   | 6         |
| 2  | Fiorenzo Magni      | Italie   | 6         |
| 2  | Rik Van Steenbergen | Belgique | 6         |
| 7  | Hugo Koblet         | Suisse   | 5         |
| 8  | Germain Derycke     | Belgique | 4         |
| 8  | Pasquale Fornara    | Italie   | 4         |
| 10 | Raymond Impanis     | Belgique | 3         |
| 10 | Loretto Petrucci    | Italie   | 3         |
| 10 | Stan Ockers         | Belgique | 3         |
| 10 | Rik Van Looy        | Belgique | 3         |

### Nombre de manches remportées par pays
| # | Pays       | Victoires |
| - | ---------- | --------- |
| 1 | Belgique   | 39        |
| 2 | Italie     | 38        |
| 3 | France     | 22        |
| 4 | Suisse     | 15        |
| 5 | Luxembourg | 3         |
| 6 | Espagne    | 1         |
| 6 | Pays-Bas   | 1         |